# Молауер Ланд
Молауер Ланд (њем. Molauer Land) општина је у њемачкој савезној држави Саксонија-Анхалт. Једно је од 43 општинска средишта округа Бургенланд. Према процјени из 2010. у општини је живјело 1.201 становника. Посједује регионалну шифру (AGS) 15084341.

## Географски и демографски подаци
Молауер Ланд се налази у савезној држави Саксонија-Анхалт у округу Бургенланд. Општина се налази на надморској висини од 220 метара. Површина општине износи 33,9 km². У самом мјесту је, према процјени из 2010. године, живјело 1.201 становника. Просјечна густина становништва износи 35 становника/km².